# Evangelische Kirche (Hünshoven)

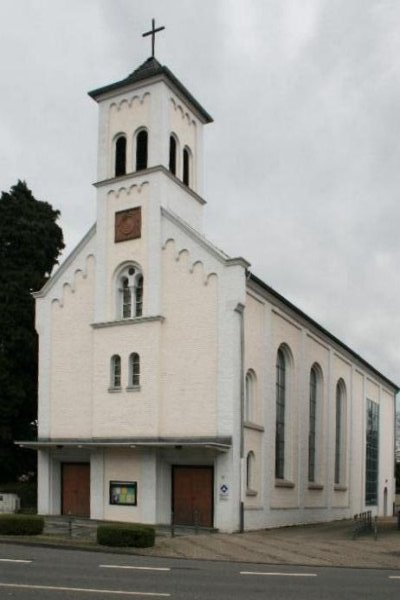

Die Evangelische Kirche hat ihren Standort im Stadtteil Hünshoven der Stadt Geilenkirchen in Nordrhein-Westfalen. Sie steht als Baudenkmal unter Denkmalschutz.

## Lage
Die Kirche steht in zentraler Lage von Geilenkirchen-Hünshoven an der Konrad-Adenauer-Straße 85. Das  Gemeindehaus liegt in unmittelbarer Nähe.

## Geschichte
In der zweiten Hälfte des 16. Jahrhunderts war in Hünshoven und Geilenkirchen eine kleine reformierte Gemeinde entstanden. 1720 konnte in Hünshoven ein Predigthaus erworben werden, das einen Betsaal und eine Wohnung für den Geistlichen enthielt. 1804 folgte der Kauf eines Pfarrhauses. Mitte des 19. Jahrhunderts erhielt die Gemeinde mehrere Vermächtnisse für den Ausbau und die Verschönerung des Betsaales. Eine erste Untersuchung durch den Aachener Privatbaumeister Faulenbach ergab, dass ein solcher Ausbau zu keinem befriedigenden Ergebnis führen würde. Daraufhin entschloss sich die Gemeinde zum Abriss des Predigthauses und zum Neubau einer Kirche an gleicher Stelle. Mit der Ausarbeitung der Pläne für dieses Neubauprojekt wurde wiederum Faulenbach beauftragt. Obwohl die königliche Regierung in Aachen eine neogotische Kirche mit Gewölbesystem präferierte, hielt die Gemeinde, nicht zuletzt aus Kostengründen, an dem einfacheren Entwurf von Faulenbach fest. Nach mehrjährigen Auseinandersetzung um die Baugenehmigung konnte schließlich 1865 mit dem Neubau der Kirche nach dem von der Gemeinde vorgesehenen Entwurf begonnen werden.
Die Kirchengemeinde gehört zum Kirchenkreis Jülich der Evangelischen Kirche im Rheinland.

## Architektur
Die 1866 eingeweihte Backsteinkirche stellte eine einfache Langhausanlage mit jeweils drei rundbogigen Fenstern an den beiden Längsseiten dar. Der in der Gebäudelängsachse stehende Westturm war in das Schiffdach eingezogen. Ein kleiner Vorbau nahm ursprünglich das Mittelportal der Kirche auf.
1956 erhielt die Evangelische Kirche Geilenkirchen-Hünshoven ihre heutige Gestalt, die wesentlich vom Ursprungszustand abweicht. Nach Abriss der eingezogenen Chorapsis wurde das Kirchenschiff deutlich verlängert. An der Westseite fiel das bisherige Mittelportal zugunsten von zwei Seiteneingängen weg. Im Zuge der Umbaumaßnahmen erhielt der Innenraum auch eine neue Ausstattung. Ein seitlich angefügter Gebäudekomplex mit Küsterwohnung und Gemeinderäumen ergänzte die Kirche schließlich zu einer L-förmigen Bauanlage.
Eine vorerst letzte Renovierung des Geilenkirchener Kirchraums erfolgte 1998: Die dunkelbraunen Bänke wurden durch helle Stühle ersetzt; der Mittelgang, der das Bild der Kirche vor dem Krieg prägte, wurde wiederhergestellt; eine Fußbodenheizung wurde unter den neuen Granitboden gelegt; die Fenster wurden isoliert; die ehemals weißen Wände wurden hellgrau gestrichen.
Nach einer Außenrenovierung des Turmes, im Jahr 2015, erhielt die Kirche wieder eine Kirchturmuhr. Diese ist ausgestattet mit goldenen römischen Ziffern und goldenen Zeigern. Einweihung der neuen Uhr war am 26. April 2015.

## Ausstattung
- Im Jahre 2000 schuf der Künstler Michael Franke aus Erkelenz neue Prinzipalstücke aus Bronze und Holz: Abendmahltisch (Altar), Kanzel, Kreuz und Osterleuchter. Das Taufbecken wurde aus Glas hergestellt. Schließlich wurden neue Paramente angeschafft, die die bereits vorhandenen in den entsprechenden liturgischen Farben ergänzten.
- Die Orgel mit 14 Registern und elektrischer Traktur aus dem Jahre 1956 wurde von der Fa. Peter aus Köln gebaut.
- Im Kirchturm befinden sich drei Glocken.
- Die Kirche besitzt eine Buntverglasung[2]

## Galerie

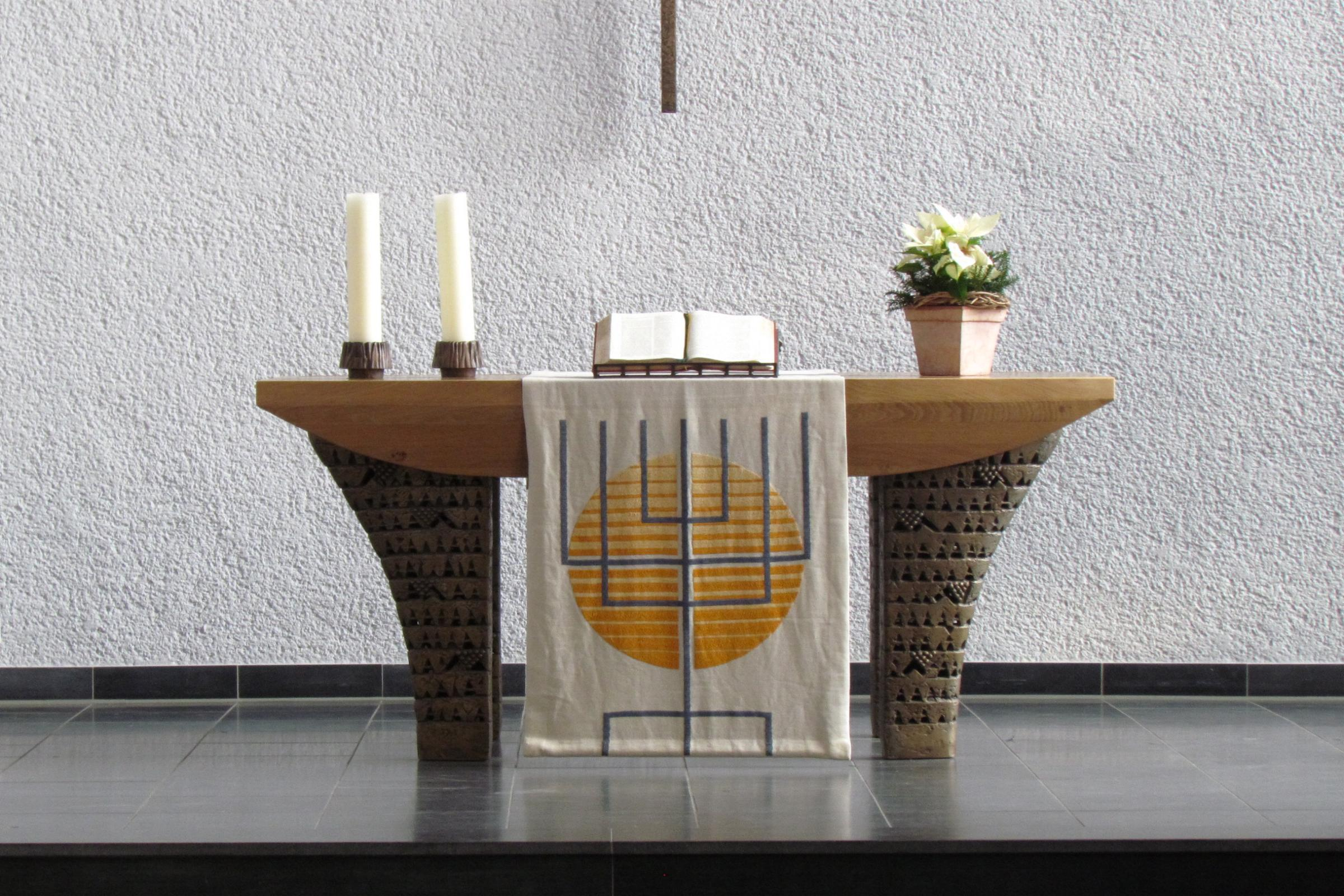
Altarraum
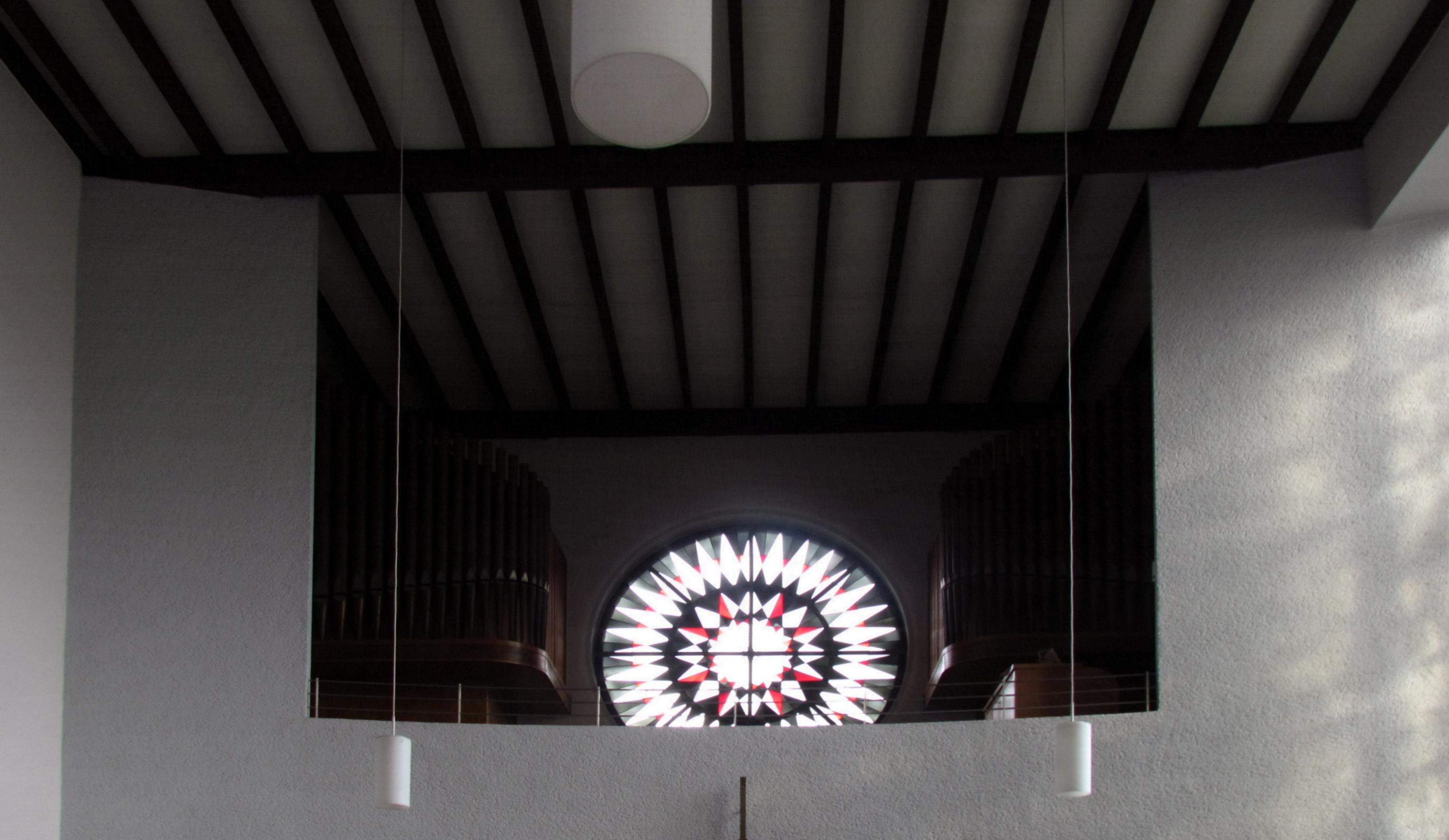
Orgelbühne
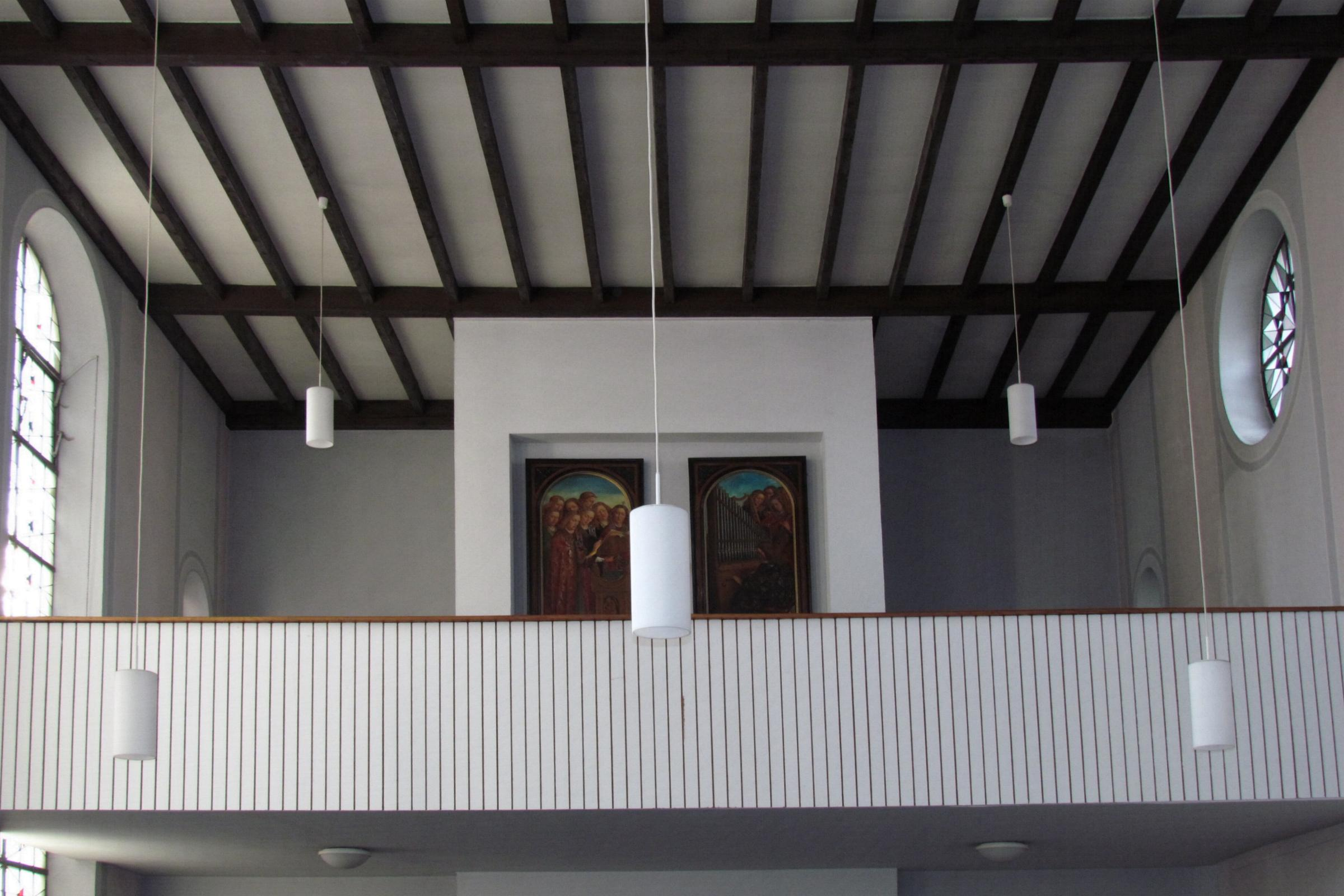
Empore
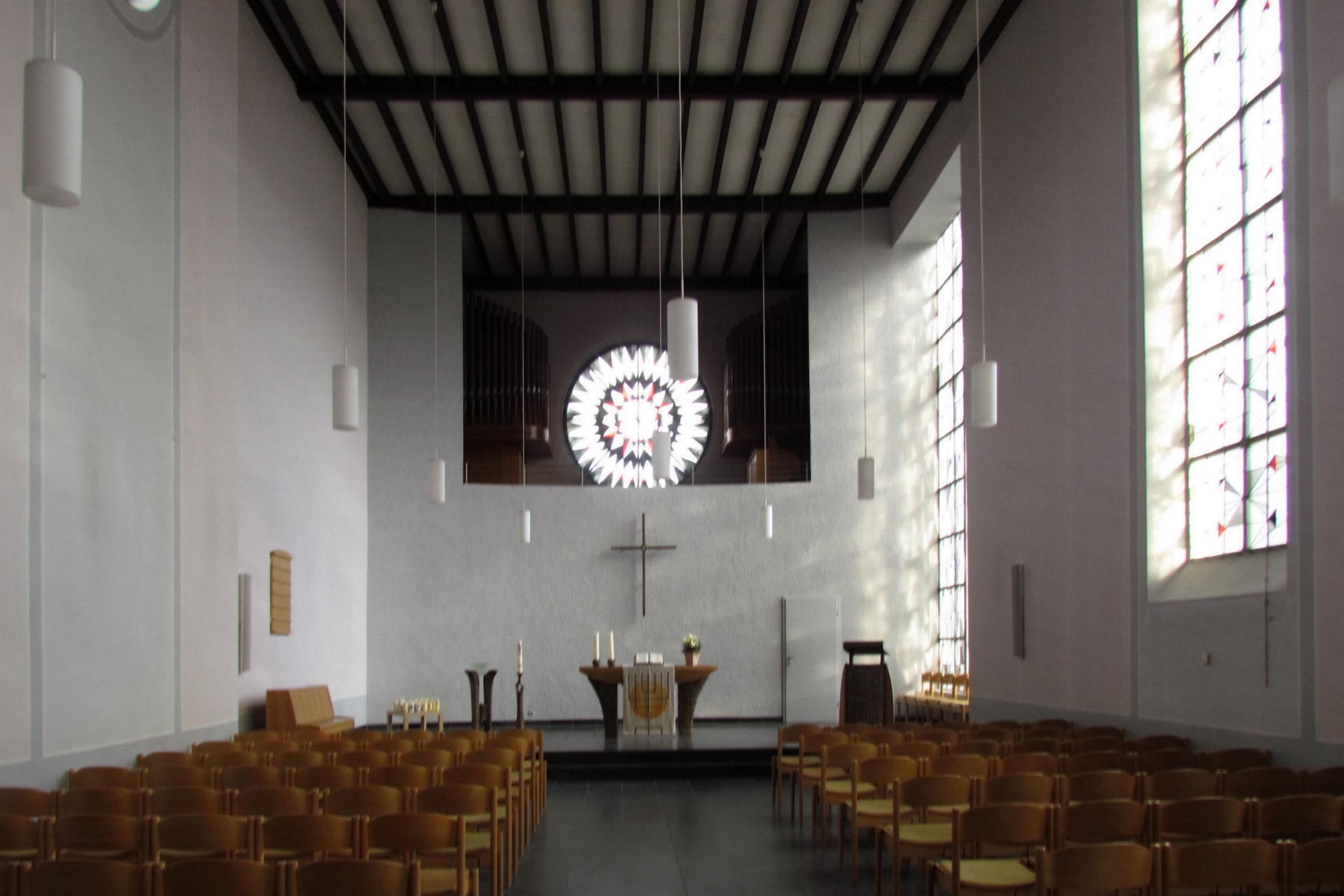
Innenansicht
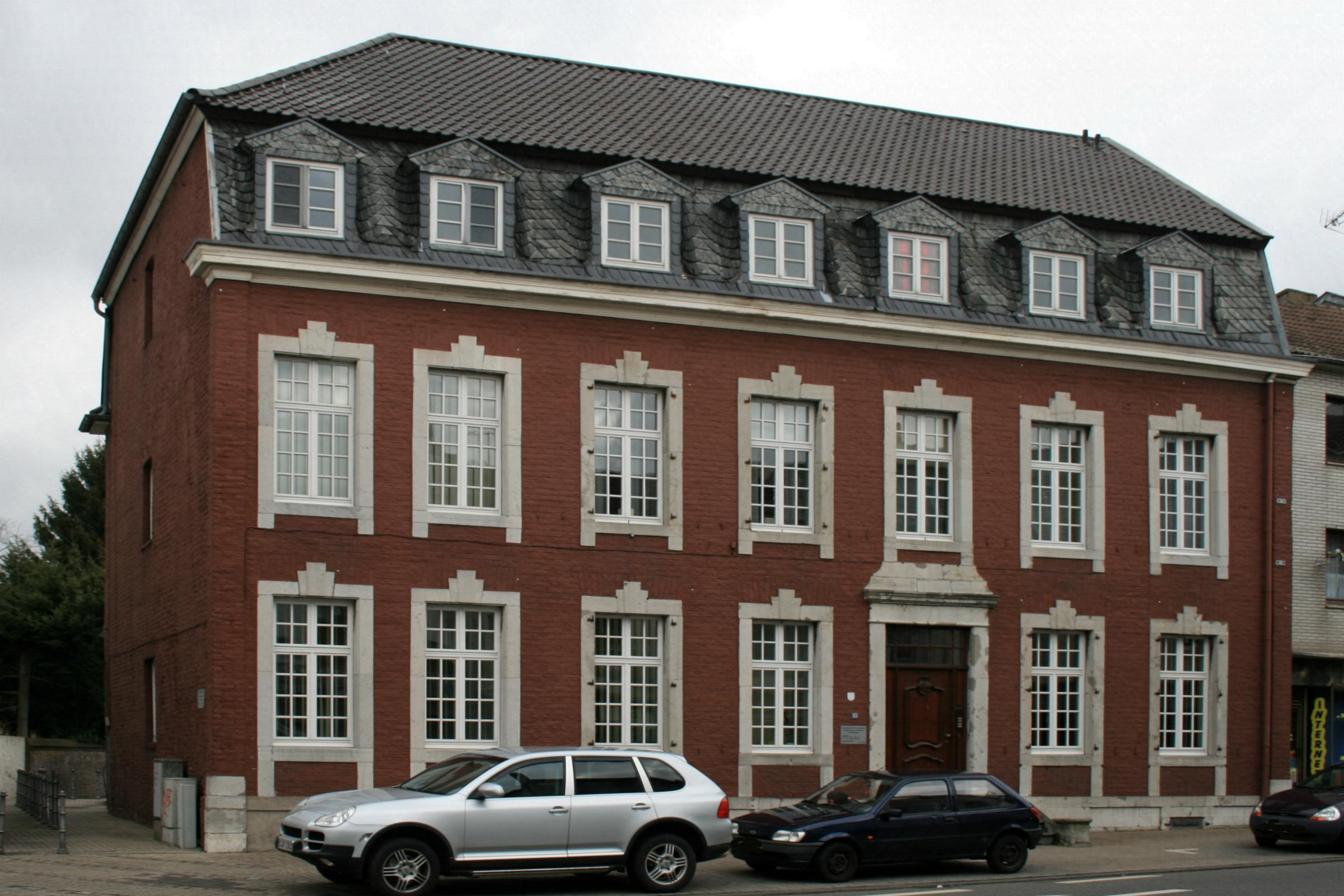
Gemeindehaus
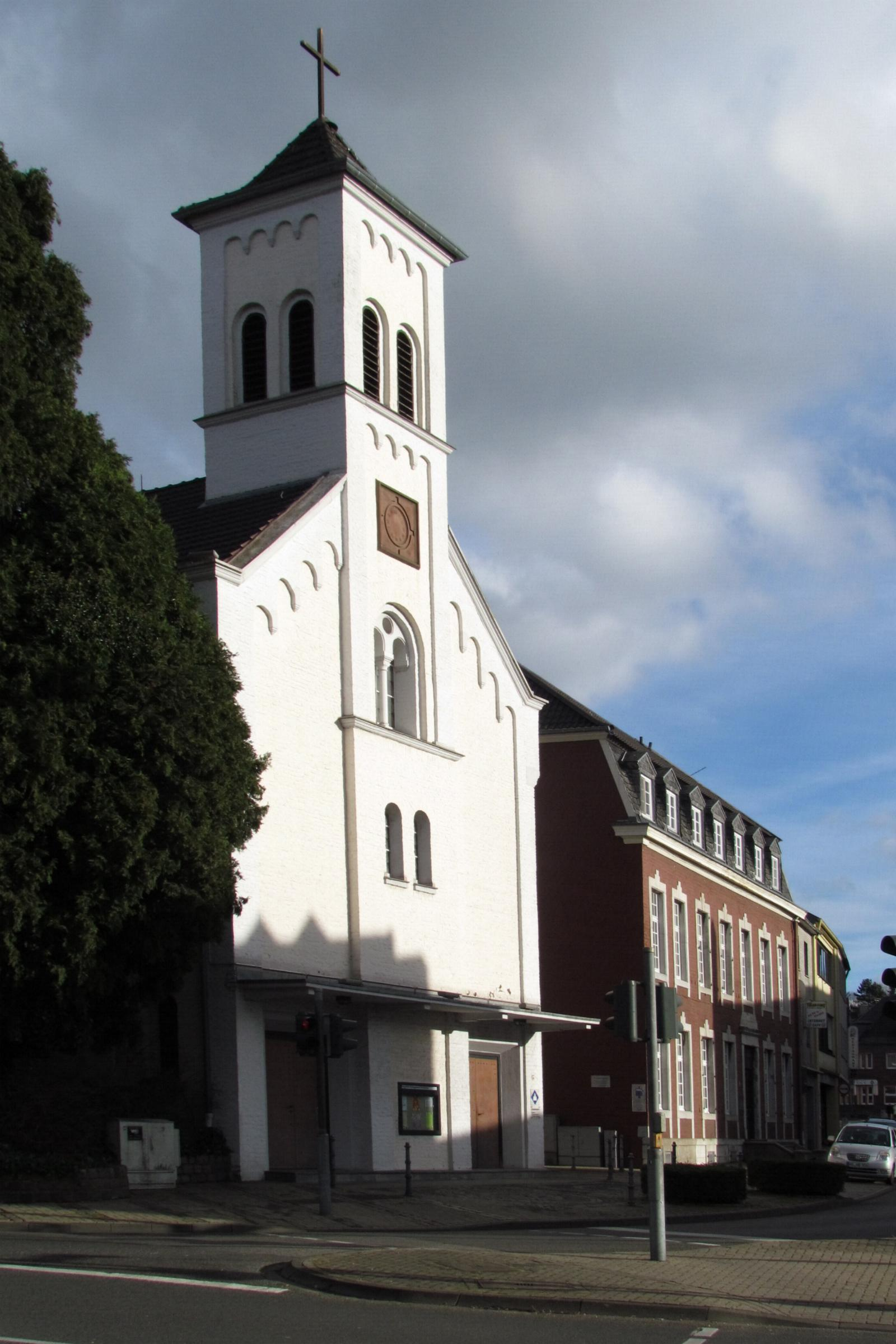
Kirche und Gemeindehaus
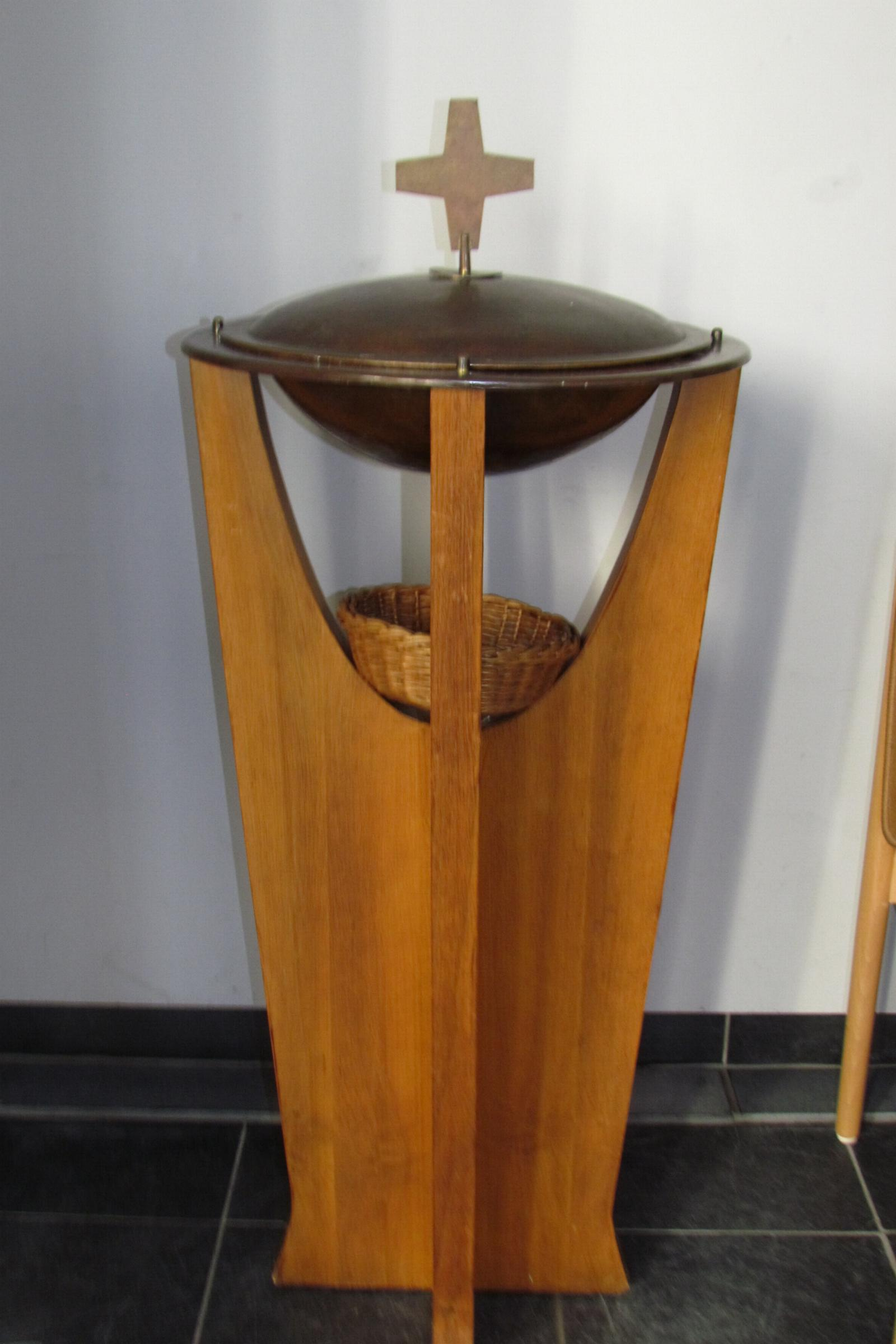
Taufbecken